# سیارک ۴۴۴۴
سیارک ۴۴۴۴ (به انگلیسی: 4444 Escher، نامگذاری:1985SA) چهار هزار و چهارصد و چهل و چهارمین سیارک کشف شده‌است که در ۱۶ سپتامبر ۱۹۸۵ کشف شد.